# Districte de Biberach

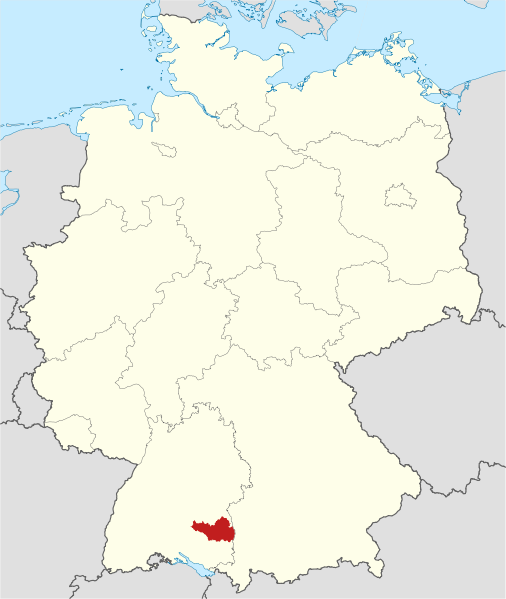
Districte al mapa d'Alemanya

El Districte de Biberach és un districte rural (Landkreis) situat al sud-est de l'estat federal de Baden-Württemberg.
Els districtes veïns són (començant pel nord i en el sentit de les agulles de el rellotge), el Districte de Reutlingen, el Districte d'Alb-Donau, els districtes bavaresos de Neu-Ulm i Unterallgäu, el Districte Urbà de Memmingen (Baviera), el Districte de Ravensburg i, al sud-oest i oest, el Districte de Sigmaringen. La capital del districte recau sobre la ciutat de Biberach an der Riß.

## Geografia
El Districte de Biberach se situa a la Suàbia Superior (Oberschwaben). El riu Iller forma la frontera natural amb l'Estat Federal de Baviera.

## Demografia
| Any                      | N. d'habitants |
| ------------------------ | -------------- |
| A 31 de desembre de 1973 | 150.199        |
| A 31 de desembre de 1975 | 149.190        |
| A 31 de desembre de 1980 | 151.661        |
| A 31 de desembre de 1985 | 152.447        |
| 27 de maig de 1987       | 153.900        |

| Any                      | N. d'habitants |
| ------------------------ | -------------- |
| A 31 de desembre de 1990 | 162.746        |
| A 31 de desembre de 1995 | 175.622        |
| A 31 de desembre de 2000 | 182.979        |
| A 31 de desembre de 2005 | 188.532        |
| 30 de juny de 2006       | 188.712        |

## Ciutats i municipis
(Habitants a 30 de juny del 2005)
Ciutats
1. Bad Buchau (4.093)
2. Bad Schussenried (8.553)
3. Biberach an der Riß (32.704)
4. Laupheim (21742)
5. Ochsenhausen (8.808)
6. Riedlingen (10.463)

Municipis 
1. Achstetten (4636)
2. Alleshausen (506)
3. Allmannsweiler (296)
4. Altheim (2167)
5. Attenweiler (1906)
6. Berkheim (2784)
7. Betzenweiler (737)
8. Burgrieden (3929)
9. Dettingen (2392)
10. Dürmentingen (2595)
11. Dürnau (424)
12. Eberhardzell (4410)
13. Erlenmoos (1731)
14. Erolzheim (3272)
15. Ertingen (5385)
16. Gutenzell-Hürbel (1859)
17. Hochdorf (2278)
18. Ingoldingen (2871)
19. Kanzach (507)
20. Kirchberg (1978)
21. Kirchdorf (3632)
22. Langenenslingen (3460)
23. Maselheim (4.500)
24. Mietingen (4315)
25. Mittelbiberach (4387)
26. Moosburg (210)
27. Oggelshausen (911)
28. Rot an der Rot (4.513)
29. Schemmerhofen (8219)
30. Schwendi (6.537)
31. Seekirch (291)
32. Steinhausen (2035)
33. Tannheim (2.404)
34. Tiefenbach (509)
35. Ummendorf (4379)
36. Unlingen (2.448)
37. Uttenweiler (3.516)
38. Wain (1.604)
39. Warthausen (5310)

## Escut d'armes
L'àguila simbolitza les antigues ciutats lliures imperials en el territori del districte, sobretot Biberach i Buchau. El bastó d'abat simbolitza els nombrosos monestirs que van ser secularitzats en 1803 (Ochsenhausen, Rot an der Rot, Schussenried, Buchau, Heggbach, Heiligkreuztal, Gutenzell).